# Ніколас Тальяфіко
Ніколас Тальяфіко (ісп. Nicolás Tagliafico, нар. 31 серпня 1992, Буенос-Айрес) — аргентинський футболіст, захисник клубу «Ліон» та національної збірної Аргентини.

## Клубна кар'єра
Розпочав займатись футболом в команді CA Social Villa Calzada, однак, у дуже молодому віці вступив до академії «Банфілд», в якій також навчались двоє його старших братів. 12 березня 2011 року в матчі проти «Тігре» Ніколас дебютував за основу клубу в аргентинській Прімері. 22 квітня 2012 року в поєдинку проти «Сан-Лоренсо» забив свій перший гол за «Банфілд», але в кінці сезону «Банфілд» вилетів до другого дивізіону.
Влітку 2013 року Тальяфіко на правах оренди перейшов до іспанської «Мурсії». 15 вересня в матчі проти «Мірандеса» він дебютував у Сегунді. Після закінчення оренди Ніколас повернувся в «Банфілд» і став основним гравцем команди Матіаса Алмейди, якій допоміг повернутися в еліту.
На початку 2015 року Тальяфіко перейшов в «Індепендьєнте» з Авельянеди. Сума трансферу склала 1,8 млн євро. 15 лютого в матчі проти «Ньюеллс Олд Бойз» він дебютував за нову команду. 5 жовтня в поєдинку проти «Рівер Плейта» Ніколас забив свій перший гол за «Індепендьєнте». У 2017 році він допоміг клубу завоювати Південноамериканський кубок та увійшов до символічної збірної Південної Америки (Equipo Ideal de América) за версією El País. Загалом, він виступав на «Індепендьєнте» протягом трьох років.
У січні 2018 року Тальяфіко перейшов в амстердамський «Аякс», підписавши контракт на 4,5 роки. Станом на 23 травня 2018 року відіграв за команду з Амстердама 15 матчів в національному чемпіонаті.

## Виступи за збірні
У жовтні 2007 року у складі юнацької збірної Аргентини до 15 років взяв участь у юнацькому чемпіонаті Південної Америки (U-15). На бразильських полях Тальяфіко був резервним гравцем, зігравши тільки два з семи можливих матчів, ставши з командою бронзовим призером турніру.
У квітні 2009 року зі збірною до 17 років був учасником юнацького чемпіонату Південної Америки (U-17) в Чилі. Там з'явився в трьох з п'яти ігор (всі з них в стартовому складі) і дійшов зі своєю командою до фіналу, програвши там в серії пенальті вічному супернику Бразилії (2:2, 5:6 пен). Шість місяців потому з цією ж командою він взяв участь в юнацькому чемпіонаті світу в Нігерії. На «мундіалі» також нерегулярно з'являвся на полі та провів два виступи (в тому числі один в основі) з чотирьох можливих. Аргентина вилетіла на стадії 1/8 фіналу після поразки від Колумбії (2:3).
У січні 2011 року Тальяфіко у складі молодіжної збірної Аргентини до 20 років був учасником молодіжного чемпіонату Південної Америки U-20 у Перу. Під час турніру грав у семи з дев'яти можливих матчах (усі в стартовому складі), забив у фінальному раунді в поєдинку проти Чилі (3:2) і допоміг команді стати бронзовим призером турніру. Через півроку він зіграв з цією збірною на молодіжному чемпіонаті світу в Колумбії, де мав незаперечне місце в лінії оборони та з'явився у всіх п'яти зустрічах, а його команда вилетіла у чвертьфіналі, поступившись португальцям у серії пенальті (0:0, 4:5 пен).
9 червня 2017 року дебютував в офіційних іграх у складі національної збірної Аргентини в матчі Суперкласіко де лас Амерікас проти збірної Бразилії (1:0). Тальяфіко вийшов на заміну на 52 хвилині замість Хосе Луїса Гомеса і допоміг команді виграти турнір.
Наступного року потрапив у заявку збірної на чемпіонат світу 2018 року у Росії.
| Дата      | Місто     | Господарі | Результат | Гості     | Турнір                       | Голи | Примітки |
| --------- | --------- | --------- | --------- | --------- | ---------------------------- | ---- | -------- |
| 9-6-2017  | Мельбурн  | Бразилія  | 0 – 1     | Аргентина | Суперкласіко де лас Амерікас | -    | 68'      |
| 23-3-2018 | Манчестер | Аргентина | 2 – 0     | Італія    | товариський матч             | -    |          |
| Усього    |           | Матчів    | 2         |           | Голів                        | 0    |          |

## Досягнення

### Командні
- Чемпіон світу: 2022
- Володар Кубка чемпіонів КОНМЕБОЛ–УЄФА: 2022
- Володар Кубка Америки: 2021
- Бронзовий призер Кубка Америки: 2019
- Володар Південноамериканського кубка: 2017
- Переможець Суперкласіко де лас Амерікас: 2017, 2019
- Чемпіон Нідерландів: 2018-19, 2020-21, 2021-22
- Володар Кубка Нідерландів: 2018-19, 2020-21
- Володар Суперкубка Нідерландів: 2019

### Індивідуальні
- У складі символічної збірної Південної Америки: 2017